# خولیو دونیسا
خولیو دونیسا (انگلیسی: Julio Donisa؛ زادهٔ ۱۵ ژانویهٔ ۱۹۹۴) بازیکن فوتبال اهل فرانسه است.
از باشگاه‌هایی که در آن بازی کرده‌است می‌توان به باشگاه فوتبال ستاره سرخ اشاره کرد.
وی همچنین در تیم ملی فوتبال مارتینیک بازی کرده‌است.